# 國家高爾夫球場
國家高爾夫球場（法語：Golf national）信天翁球場，是位於法國巴黎附近的18洞高爾夫球場。它由建築師休伯特·謝諾（Hubert Chesneau）、羅伯特·馮·海格與皮埃爾·戴維寧（Pierre Thevenin）合作設計，位於巴黎市中心西南部的吉揚庫爾。2024年巴黎奥运会的高尔夫球比赛在此举行。

## 設施
球場於38年前的1987年7月動工，三年多後於1990年10月5日首次亮相，由青年和體育部長羅歇·邦比克揭幕。
國家高爾夫球場可容納80,000名觀眾。

## 外部連結
- 维基共享资源上的相關多媒體資源：國家高爾夫球場
- 官方网站
- 2018 Ryder Cup （页面存档备份，存于） – official site